# نشان ملی استرالیا
نشان ملی استرالیا (به انگلیسی: Coat of Arms of Australia) نماد رسمی کشور استرالیا است. اولین نشان ملی توسط ادوارد هفتم بریتانیا و در ۷ مه ۱۹۰۸ ایجاد شد ام نسخه کنونی آن توسط جرج پنجم بریتانیا و در ۱۹ سپتامبر ۱۹۱۲ استفاده شد.

## طراحی
نشان ملی از شش بخش که هر کدام نمایانگر یکی از ایالت‌های استرالیاست و کانگورو و شترمرغ استرالیایی تشکیل شده است.

## بخش‌های نشان ملی که نشان کدام ایالت‌اند
| نیوساوث ولز | ویکتوریا | کوئینزلند | استرالیای جنوبی | استرالیای غربی | تاسمانی |
| ----------- | -------- | --------- | --------------- | -------------- | ------- |
|             |          |           |                 |                |         |